# Herbert Ross
Pour les articles homonymes, voir Ross.
Herbert Ross est un réalisateur et producteur américain né et mort à New York (13 mai 1927 - 9 octobre 2001).

## Biographie
Herbert Ross est parfois crédité sous le nom Herb Ross.
Herbert Ross épouse Lee Radziwill en secondes noces en 1988 et divorce en 1999.

## Filmographie partielle

### Réalisateur
- 1969 : Au revoir Mr. Chips (Goodbye, Mr. Chips)
- 1970 : La Chouette et le Pussycat (The Owl and the Pussycat)
- 1972 : Tombe les filles et tais-toi (Play It Again, Sam)
- 1972 : Les Invitations dangereuses (The Last of Sheila)
- 1975 : Funny Lady
- 1975 : Ennemis comme avant (The Sunshine Boys)
- 1976 : Sherlock Holmes attaque l'Orient-Express (The Seven per cent solution)
- 1977 : Adieu, je reste (The Good-Bye girl)
- 1977 : Le Tournant de la vie (The Turning Point)
- 1978 : California Hôtel (California Suite)
- 1980 : Nijinski
- 1981 : Tout l'or du ciel (Pennies from Heaven)
- 1983 : Footloose
- 1983 : Le Retour de Max Dugan (en) (Max Dugan Returns)
- 1984 : Protocol
- 1987 : Dancers (en)
- 1987 : Le Secret de mon succès (The secret of my succe$s)
- 1989 : Potins de femmes (Steel Magnolias)
- 1990 : Un pourri au paradis (My Blue Heaven)
- 1991 : True Colors
- 1993 : Pas de vacances pour les Blues (Undercover Blues)
- 1995 : Avec ou sans hommes (Boys on the Side)

### Producteur
- 1972 : Les Invitations dangereuses (The Last of Sheila) - Producteur exécutif
- 1977 : Le Tournant de la vie (The Turning Point) - Producteur exécutif
- 1981 : Tout l'or du ciel (Pennies from Heaven) - Producteur exécutif
- 1991 : True Colors
- 1991 : La télé lave plus propre (Soapdish)

## Récompenses

### Oscar
- 1978 : nomination à l'Oscar du meilleur réalisateur pour Le Tournant de la vie.

### Golden Globe
- 1978 : meilleur réalisateur pour Le Tournant de la vie.